# LinuxDays
LinuxDays je komunitní konference týkající se zejména svobodného softwaru. Koná se každoročně první nebo druhý říjnový víkend na Fakultě informačních technologií. Návštěvníci si mohou vyslechnout spoustu přednášek, navštívit workshopy nebo se zastavit u informačních stánků. Přednášky probíhají souběžně ve čtyřech přednáškových sálech, bývají streamovány a jsou zpětně dohledatelné. Počet registrovaných účastníků na každý ročník se pohybuje kolem tisíce. Dlouholetým hlavním organizátorem je Petr Hodač.
Konference vznikla v roce 2012 jako náhrada za zrušenou akci LinuxExpo. První ročník byl zároveň spojený s konferencemi openSUSE a Gentoo. Kvůli koronavirové pandemii se konference v roce 2020 konala jednodenně formou online streamu, následující ročník se uskutečnil v podobě předtočených přednášek a v roce 2022 byla konference zrušena úplně.